# 云南肋柱花
云南肋柱花（学名：Lomatogonium forrestii）为龙胆科肋柱花属下的一个种。